# José Fontseré Mestre
José Fontseré y Mestre  (Barcelona, 1829 - ibídem, 1897) fue un maestro de obras español. Fue autor de diversos trabajos en Barcelona, como el Parque de la Ciudadela o el Mercado del Born.

## Trayectoria

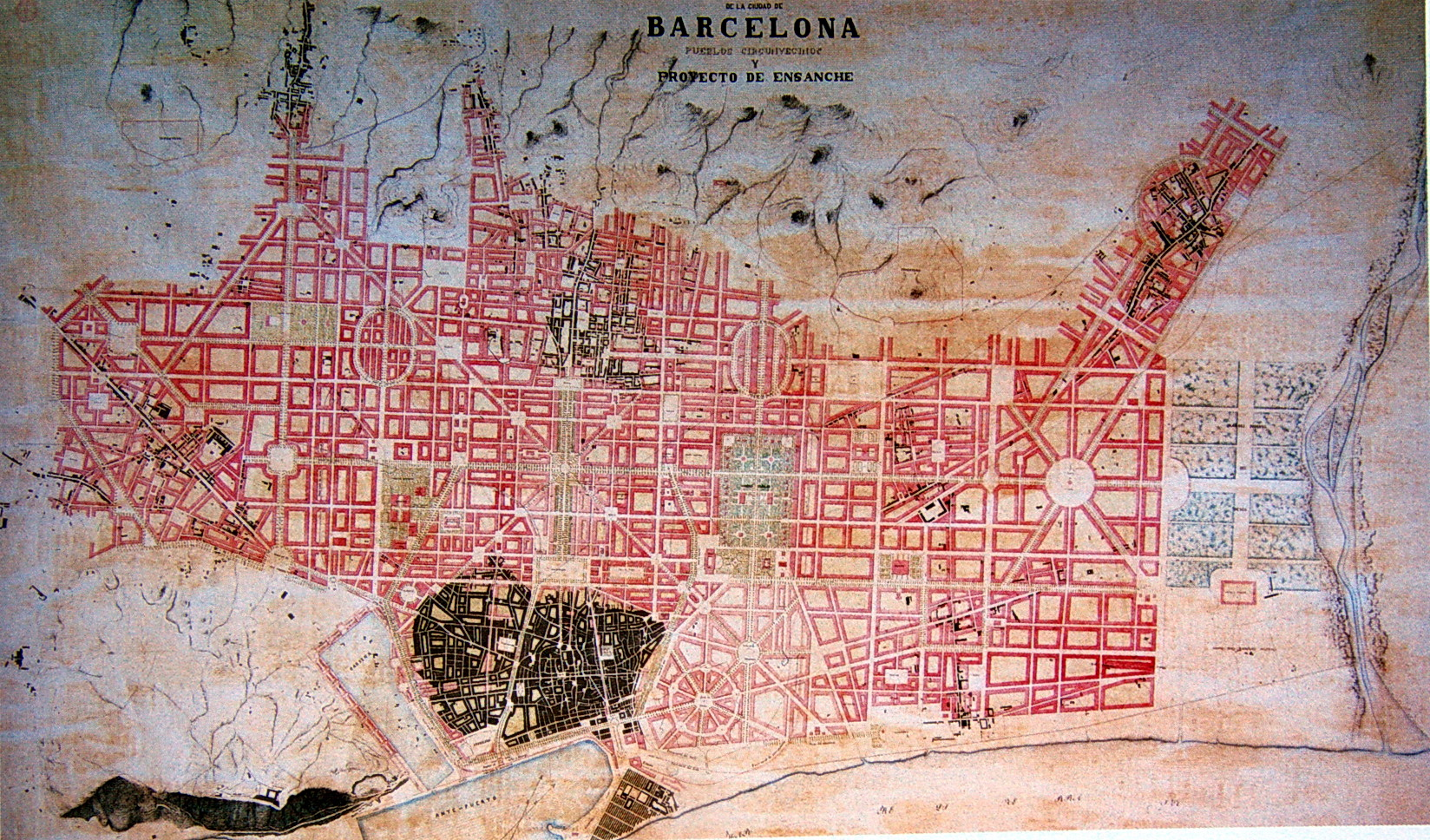
Proyecto de Fontserè de Ensanche de Barcelona (1859).

Era hijo del arquitecto José Fontseré Doménech y hermano del maestro de obras Eduardo Fontseré, autor de la Fonda Oriente, en Las Ramblas. Se tituló como maestro de obras en 1853.
En 1859 realizó un proyecto de Ensanche de Barcelona para el concurso convocado por el Ayuntamiento, en el que obtuvo un tercer accésit. El concurso fue ganado por Antonio Rovira y Trías, aunque finalmente se ejecutó el proyecto diseñado por Ildefonso Cerdá, el llamado «Plan Cerdá».
En 1870 ganó el concurso para la urbanización del parque de la Ciudadela, en unos terrenos anteriormente ocupados por la fortaleza militar de la Ciudadela y recién ganados para la ciudad gracias a la revolución de La Gloriosa (1868). Fontserè proyectó unos amplios jardines para esparcimiento de los ciudadanos, bajo el lema «los jardines son a las ciudades lo que los pulmones al cuerpo humano». Para ello se inspiró en jardines europeos como los de William Rent en Inglaterra, André Le Nôtre en Francia, o las villas de recreo de Roma y Florencia, y junto con la zona verde proyectó una plaza central y un paseo de circunvalación, así como una fuente monumental y diversos elementos ornamentales, dos lagos y una zona de bosque, además de diversos edificios auxiliares e infraestructuras, como el mercado del Borne (1874-1876), un depósito de agua —actual Biblioteca de la UPF— (1874-1877), un matadero, un puente de hierro sobre las líneas de ferrocarril y varias casetas de servicios. El parque de la Ciudadela fue el epicentro de la Exposición Universal de 1888.
Entre las obras de Fontserè en el parque destaca la Cascada Monumental (1875-1888), donde contó con la colaboración de Antoni Gaudí, quien intervino en el proyecto hidráulico y diseñó una gruta artificial debajo de la Cascada. El conjunto arquitectónico presenta una estructura central en forma de arco triunfal con dos pabellones en sus costados y dos alas laterales con escalinatas, que acogen un estanque dividido en dos niveles. El monumento destaca por su profusión escultórica, en la que intervinieron varios de los mejores escultores del momento, como Rossend Nobas, Venancio Vallmitjana, Josep Gamot, Manuel Fuxá, Joan Flotats y Rafael Atché.
El mercado del Borne (plaza Comercial 12, 1873-1876) lo construyó junto al ingeniero Josep M. Cornet. Realizado en hierro, es uno de los mejores exponentes de este tipo de construcciones en la ciudad. Tiene una planta rectangular, dividida en dos naves principales y cuatro menores, con una estructura de cerchas metálicas y pilares de fundición, con cerramientos y cubiertas de cerámica. Actualmente es un centro cultural (El Born Centre Cultural), que acoge diversos restos arqueológicos. También construyó en 1880 diversos edificios del entorno del mercado, como los números 3, 13 y 17 de la plaza Comercial.

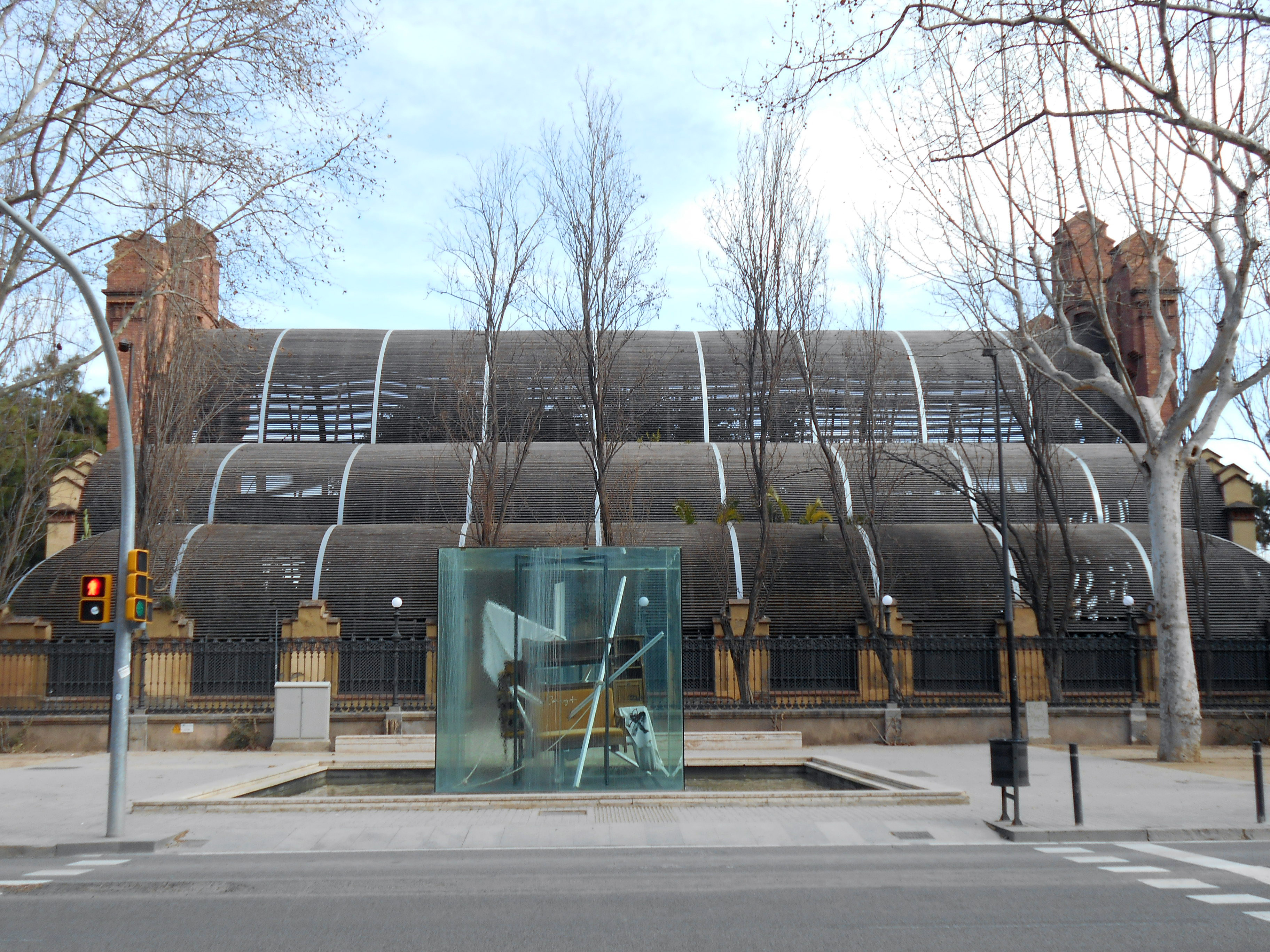
Umbráculo de la Ciudadela (1883-1884).

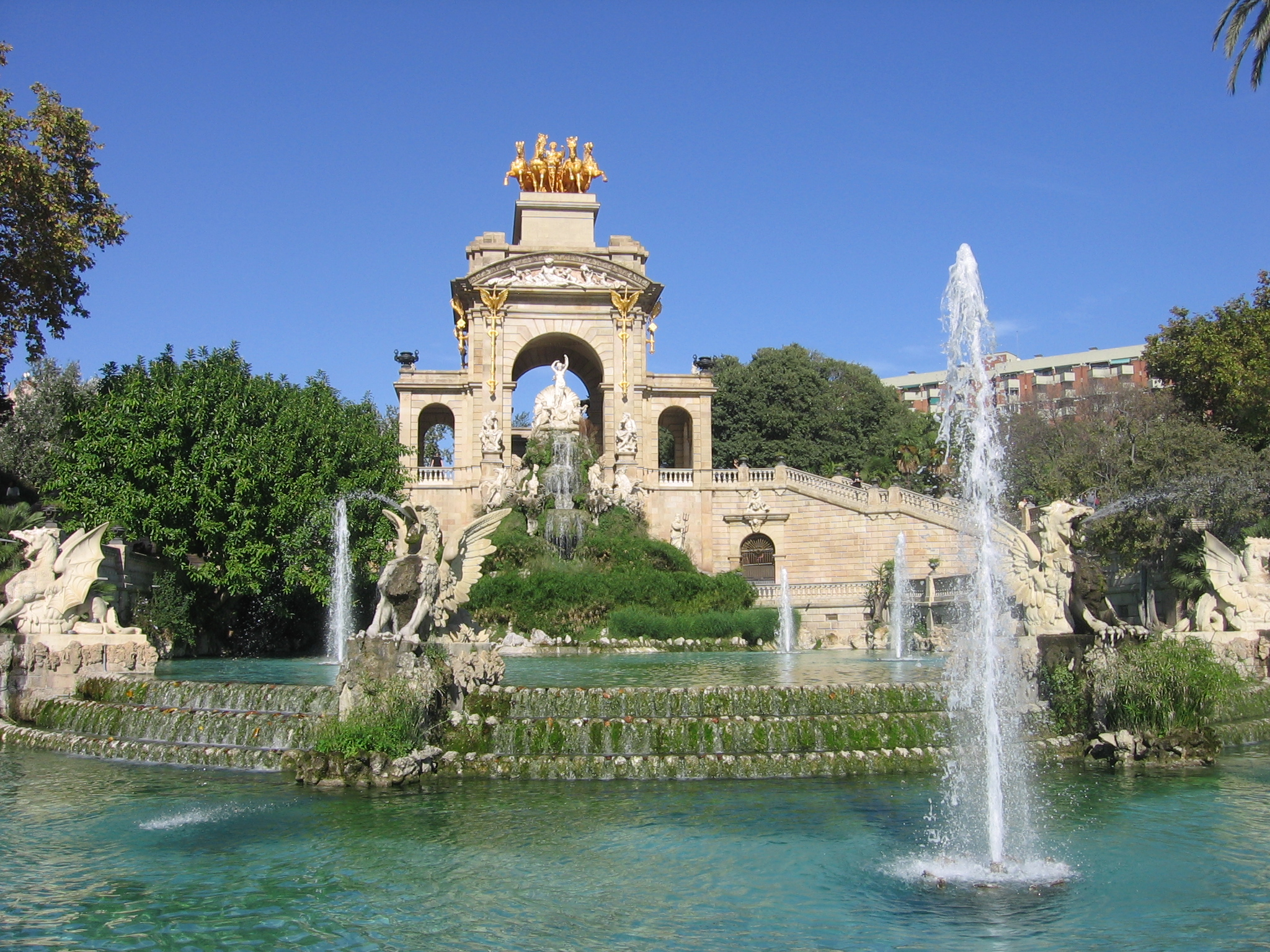
Cascada del Parque de la Ciudadela (1875-1888).

Otra construcción destacada en la Ciudadela fue el Umbráculo (1883-1884), construido en hierro con una forma lobulada de cinco naves, la central más alta y las laterales en degradación, con columnas y perfiles metálicos recubiertos de lamas de madera, mientras que los testeros son de ladrillo. En 1887 realizó también en la Ciudadela el proyecto arquitectónico del Monumento a Prim, con escultura de Lluís Puiggener.

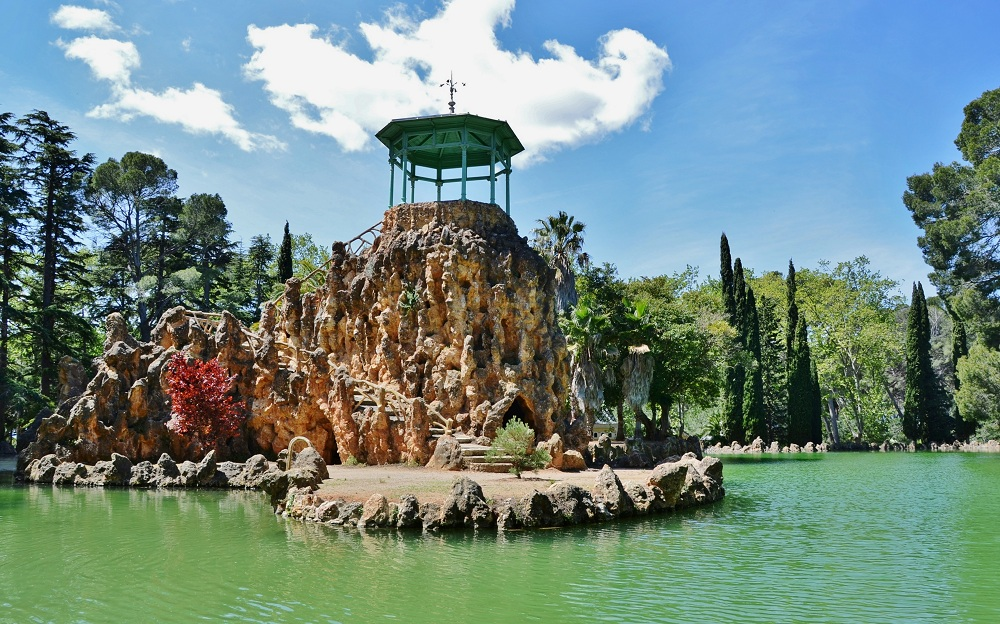
Parque Samà, Cambrils.

En 1881 creó en Cambrils el parque de Samà, promovido por Salvador de Samà, marqués de Marianao, un indiano enriquecido en Cuba. Construyó un palacete de estilo colonial, al que se accede por una larga avenida bordeada de plátanos; a ambos lados de la avenida hay plantaciones de palmeras y mandarinos, y en la parte sudeste se encuentran dos construcciones: la Casa de Loros, una pajarera elaborada en madera y rocalla, en uno de cuyos lados se convierte en una gruta con una estatua de Hércules sobre un pedestal de conchas marinas; y la Torre, de estilo medieval, situada sobre una montaña artificial con dos grutas. En la fachada posterior del palacio se encuentra una logia que da al parque, donde se sitúa una glorieta con una fuente central. El parque, de planta rectangular, es una excéntrica muestra de fantasía e ingenio, donde destaca un gran lago abastecido por un largo acueducto que transporta el agua desde acuíferos subterráneos de la zona, y que al llegar al parque se desborda en una gran cascada sobre el lago, donde se sitúan varias isletas conectadas por un sistema de puentes, con construcción de rocalla.
Otras obras suyas en Barcelona son: la restauración del Círculo del Liceo (1886) y las casas del marqués de Santa Isabel (paseo de San Juan 39-41, 1883-1884) y de Ignasi Girona (plaza de Cataluña). En La Garriga construyó la Villa Concha (1876). En la localidad de Cherta se le atribuye una edificación de estilo modernista-colonial, la Villa Retiro, que en la actualidad acoge las instalaciones de un hotel de cinco estrellas.
Falleció el 15 de mayo de 1897 en el número 26 de la barcelonesa calle del Conde del Asalto.